# University of Pennsylvania Journal of Constitutional Law
University of Pennsylvania Journal of Constitutional Law es una revista universitaria dedicada a temas de derecho constitucional. La revista es publicada tanto en formato físico como electrónico por una organización de estudiantes de Derecho de la Escuela de Leyes de la Universidad de  Pennsylvania. Esta es una de las seis revistas de derecho de la Universidad de Pensilvania y está en el ranking de las cincuenta revistas de derecho más citadas en Estados Unidos.
La revista es publicada en Philadelphia, hogar de la Campana de la Libertad, que forma parte de la tapa de la revista.
Su editor jefe es Zack Ewing. Sus predecesores fueron: Brandon Harper, Nabeel Yousef, Jeremy Adler, Jonathan Adams, Emily Stopa, Vivian Lee, y Megan Barriger.